# 新橋耐子
新橋 耐子（しんばし たいこ、1944年3月27日 - ）は、日本の女優。本名も同じ。東京都千代田区出身。特技は三味線、琴。

## 来歴・人物
三輪田学園高等学校卒業。俳優座養成所第14期生。
東京の花柳界育ちで、小さい時から三味線を習う。弟がいる。
1967年、文学座に所属し、宮本研作「夢・桃中軒牛右衛門」で曲師の役を演じる。主に舞台、テレビドラマなどで脇役で活躍する。

## 出演

### 映画
- 幸福（1981年） - 女医[3]
- 細雪（1983年）
- 愛しき日々よ（1984年）
- 北の海峡（1988年）
- 郷愁（1988年）
- 式部物語（1990年）
- 写楽（1995年）
- すずらん（2000年）

### 舞台
- 女の一生
- 怒りをこめてふり返れ
- 桜の園
- 華岡青洲の妻
- 雨
- 山吹
- 日の浦姫物語
- 三人姉妹
- 頭痛肩こり樋口一葉
- フィガロの結婚
- キル
- ハムレット
- 噂の二人
- 怪談 牡丹燈籠
- ふるあめりかに袖はぬらさじ
- 近松心中物語
- リア王
- 恋しぐれ
- 愛の讃歌
- タンゴ・冬の終わりに
- リグレッツ・オンリー
- 二人の夫とわたしの事情
- 摂[4]

### テレビドラマ
- 大河ドラマ （NHK）
  - 源義経（1966年） - 立花
  - 翔ぶが如く（1990年） - 本寿院
  - 炎立つ（1993年） - 亜乎根
  - 武蔵 MUSASHI（2003年） - 孝蔵主
- 眠狂四郎 第10話「悲恋譜」（1967年、CX） ※平幹二朗版
- 三匹の侍 第5シリーズ 第17話「帰ってきた剣鬼」（1968年、CX） - お千代
- 雪之丞変化（1970年、CX）
- キイハンター 第153話「走れ! 爆弾自動車追跡」（1971年、TBS）
- 赤ひげ 第38話「いのち」（1972年、NHK）
- 木枯し紋次郎 第2シーズン 第17話「雪に花散る奥州路」（1973年、CX / C.A.L） - お絹
- 旅人異三郎 第19話「女は俄か雨の中に立っていた」（1973年、12ch） - お玉
- 華岡青洲の妻（1973年、CBC）
- 真夜中の警視 第4話「群衆の中の孤独な男」（1973年、KTV）
- ぶらり信兵衛 道場破り 第15話「泣くな又平」（1974年、CX） - お松
- 事件狩り 第6話「恋人たちに罠をかけろ!」（1974年、TBS）
- 江戸を斬るII 第9話「初春・喧嘩纏」（1975年、TBS） - お仙
- 座頭市物語 第24話「信濃路に春は近い」（1975年、CX）- おのぶ
- 伝七捕物帳 第69話「明暗二筋道」（1975年、NTV） - お島
- 太陽にほえろ!（NTV）
  - 第172話「俺たちの仲間」（1975年） - ビジネステレフォンサービス係員
  - 第710話「殺意との対決・橘警部」（1986年） - BAR「居留地」ママ
- 遠山の金さん第34話「娘十九の父恋い十手」（1976年、NET）-阿松の方
- 新・木枯し紋次郎 第6話「三途の川は独りで渡れ」（1977年、12CH） - 丁目のお国
- 飢餓海峡 第3話・第4話（1978年、CX）
- 水戸黄門 第9部 第8話「荒野の襲撃-三戸-」（1978年、TBS） - おえん
- Gメン'75 （TBS）
  - 第158話「警官だけを殺せ!」・第159話「刑事が銃殺される時」（1978年） - 小杉美佐子（メグミの継母）
  - 第187話「爆弾を持ったサンタクロース」（1978年） - 重子
  - 第208話「5月26日絞首刑」（1979年） - スナックのママ
  - 第243話「奇妙な男と女のギャング」（1980年） - 石原真奈美の母
  - 第249話「コペンハーゲン女子留学生殺人事件」（1980年） - 日本人バーのマダム
  - 第264話「悪魔の棲む家」（1980年） - リサ
- 土曜ワイド劇場（ANB）
  - 松本清張の犯罪広告（1979年）
  - 千草検事の大逆転! テレビドラマ殺人事件・影の告発（1980年）
  - おんな事件記者 冴子の殺人取材（2001年） - 松本利江
- そば屋梅吉捕物帳 第6話「大奥に潜む黒い影」（1979年、12ch / 国際放映） - 藤川
- ライオン奥様劇場（CX）
  - おばあちゃんと孫7人（1981年）
  - 喜劇・女の天下（1983年）
- 文吾捕物帳 第9話「赤い殺意の女」（1981年、ANB / 三船プロ）
- 特捜最前線 第333話「一円玉の詩!」（1983年、ANB）
- ザ・サスペンス / お師匠さんは名探偵2（1984年、TBS）
- スクール☆ウォーズ（1984年-1985年、TBS） - 水原良子
- 誇りの報酬 第12話「これが情報屋のホコリだ!」（1985年、NTV / 東宝） - 高木悠子
- 夏樹静子サスペンス / 質屋の扉（1986年、KTV） - 堀越栄子
- 森村誠一サスペンス / 派閥抗争殺人事件（1987年、KTV）
- 女も男もなぜ懲りない（1987年、CX）
- 北の海峡（1988年5月3日、NHK） - 二谷英子
- 月曜ドラマスペシャル / バイト人生百発百中（1989年、TBS）
- 火曜サスペンス劇場 / 顔のない告発者（1990年、NTV）
- いのち草（1990年、YTV）
- ホテルドクター 第3話「祝儀泥棒と逃げた女の靴」（1993年、ABC）
- 金曜エンタテイメント / 悪魔の手毬唄（1993年、CX）
- 白衣のふたり（1998年、THK）
- 臨場 第5話「Mの殺人」（2009年、ANB）
- 相棒 第5話「ブルーピカソ」（2016年、ANB） - 中村沙織

### 吹き替え
- ヴァージニア・ウルフなんかこわくない（エリザベス・テイラー）
- 愛と追憶の日々（シャーリー・マクレーン）
- 1492 コロンブス（シガニー・ウィーバー）
- 愛の嵐（1978年、日本テレビ・BD収録） - ルチア（シャーロット・ランプリング）
- 恐怖のメロディ - イブリン・ドレイバー（ジェシカ・ウォルター）
- サンセット大通り（1986年、日本テレビ） - ノーマ・デズモンド (グロリア・スワンソン）
- ステラ（ベット・ミドラー）
- セントラル・ステーション - ドーラ（フェルナンダ・モンテネグロ）
- ソフィア・ローレン 母の愛（2011年、NHKハイビジョン）- ロミルダ（ソフィア・ローレン）
- 天地創造（LD版） - サラ（エヴァ・ガードナー）
- 保険金殺人事件（1975年、日本テレビ） - ジェイン（ジェシカ・ウォルター）
- ミセス・コロンボ「ごちそうはキャビア」 - （クローデット・ネヴィンズ）
- 未来惑星ザルドス（1977年、日本テレビ） - コンスエラ（シャーロット・ランプリング）
- 名探偵ポワロ「あなたの庭はどんな庭？」 - メアリ

### テレビアニメ
- ケチャップ（1998年 - 1999年、NHK教育） - ボルシチ夫人
- ミチコとハッチン（2008年、CX）- ゼリア

## 受賞歴
- 昭和52年度第12回紀伊國屋演劇賞個人賞（舞台『雨』、『山吹』）
- 平成6年度第2回読売演劇大賞優秀女優賞（舞台『頭痛肩こり樋口一葉』）
- 平成10年度第9回松本市民劇場賞最優秀俳優賞（舞台『頭痛肩こり樋口一葉』）
- 平成28年度第42回菊田一夫演劇賞（舞台『食いしん坊万歳！』）[5]